# Цвіркун польовий
Цвіркун польовий (Gryllus campestris) — комаха з роду Цвіркун (Gryllus).

## Морфологія
Тіло самця завдовжки 20—28 мм (іноді до 32 мм), самка 25—40 мм, довжина яйцеклада в самки 11—14 мм. Голова велика куляста, ширша за передньоспинку. Вусики дещо довші за тулуб. Надкрила трохи коротші за черевце, у самців наявний звуковий апарат, що утворений видозміненими жилками. Задні крила можуть бути коротшими за надкрила й тоді повністю сховані під ними, а іноді (рідше) значно довші за надкрила й виглядають з-під них у вигляді двох гострих пік (бо складаються повздовж  багаторазово у вигляді віяла). Проте навіть особини з довгими крилами не здатні до польоту, оскільки досить важкі. Забарвлення тулуба чорне, з матовим блиском, стегна  задніх кінцівок червонуваті, надкрила зазвичай так само чорні, як і тіло (проте в деяких популяціях бувають особини з жовтувато-коричневими надкрилами), зазвичай біля основи мають оранжеві або жовті плями. У самиць крила можуть бути сіруватими.

## Поширення
Цей вид відомий в Центральній та Південній Європі, Малій та Західній Азії, Північній Африці. В Україні живе по всій території, утворює кілька географічних рас, що відрізняються розміром та забарвленням надкрил (у степу та лісостепу особини дещо більші та з чорними надкрилами, на Поліссі, в Карпатах та деяких районах Степу живуть дещо дрібніші особини, з жовтими боками надкрил, у деяких з них надкрила жовто-коричневі).

## Екологія
Приємне цвірчання цього виду можна почути в травні — червні на піщаних пагорбах, по узліссях, цілинних степах, на межах полів та городів, у світлих садах, виноградниках, степових сонячних схилах і сухих луках. Звук дуже голосний, надзвичайно мелодійний та дзвінкий, нагадує цвірінькання птаха. Цвірчати починають з 15 години дня, як під спекотним сонцем, так i в похмуру погоду, аби не було дощу. З настанням темряви звуки стають ще голоснішими, й особливо сильно лунають уночі (тривають до 3—4 години ранку). Самець, що співає, сидить біля входу в нірку. Якщо його потривожити, він одразу блискавично забігає до неї. Звуковий апарат є лише в самців. Комахи здатні дуже швидко бігати, у той же час  стрибають важко й недалеко, не літають. Живуть у похилих нірках 8—10 см завдовжки (часом до 33 см). Всеїдні, проте в природі живляться переважно рослинною їжею, але бійки між самцями часто закінчуються тим, що переможець з'їдає переможеного. Самиця відкладає до 600 яєць, занурюючи яйцеклад у землю. Личинки з'являються через 25—35 днів, вони дуже нагадують за формою й забарвленням дорослих комах у мініатюрі, лише позбавлені крил. Протягом першого року життя вони линяють 3—4 рази, а в травні — на початку літа наступного року, після останньої линьки, стають дорослими.